# Ломоватка (приток Верхней Ёрги)
Ломоватка — река в России, протекает в Великоустюгском районе Вологодской области. Устье реки находится в 120 км по левому берегу реки Верхняя Ёрга. Длина реки составляет 15 км.
Исток реки расположен в болотах в 5 км к юго-востоку от посёлка Ломоватка (центра Ломоватского сельского поселения) и в 53 км к северо-западу от Великого Устюга. В среднем течении протекает двумя километрами южнее посёлка Ломоватка. Река течёт по ненаселённому лесу на запад, затем на северо-запад. Притоки — Чёрная и Крюков ручей (левые).

## Данные водного реестра
По данным государственного водного реестра России относится к Двинско-Печорскому бассейновому округу, водохозяйственный участок реки — Северная Двина от начала реки до впадения реки Вычегда, без рек Юг и Сухона (от истока до Кубенского гидроузла), речной подбассейн реки — Сухона. Речной бассейн реки — Северная Двина.
Код объекта в государственном водном реестре — 03020100312103000009661.